# Manual dels ocells del món
El Handbook of the Birds of the World (HBW), o Manual dels ocells del món és una obra de 16 volums publicada en anglès per Lynx Edicions editada i publicada íntegrament a Barcelona, que pretén ser un compendi de totes les espècies d'ocells del món. L'obra, que té subscriptors a més de 160 països, consta de 16 volums.
El primer volum es va publicar el 1992. Els setze volums de la col·lecció descriuen i il·lustren de manera exhaustiva per primera vegada, una classe completa del regne animal, amb les prop de 10.000 espècies d'ocells que existeixen al nostre planeta. Els seus editors són Josep del Hoyo, Andrew Elliott, David Christie, Jordi Sargatal i Ramon Mascort.
Fins ara hi han participat més de 202 prestigiosos especialistes i 35 il·lustradors d'uns 40 països, a més de 834 fotògrafs. És una de les principals obres de referència ornitològica a escala mundial, aclamada per la crítica i pel públic especialitzat.
L'any 1992, el primer volum fou distingit amb el premi Bird Book of the Year, que atorga anualment la revista BirdWatch. L'any següent, el mateix volum fou considerat com a Best Bird Book of the Year per la revista British Birds. Segons The Quarterly Review of Biology: «Cal lloar els editors per realitzar un volum que és molt informatiu, fàcil per llegir i amb tipografia molt curada.» Quan l'any 2002 es va publicar el volum 7 de la sèrie va rebre altre cop la distinció com a Best Bird Book of the Year. Tot i que es tracta d'una obra dirigida principalment a la comunitat científica, la crítica ha assenyalat que el seu format facilita molt la consulta a qualsevol persona interessada en el món dels ocells.
L'acollida que el projecte ha tingut, tant als mitjans científics com a quasi totes les publicacions especialitzades, ha portat a considerar l'HBW com a l'obra líder de l'ornitologia mundial.
Els volums del HBW són:
- Volum 1: Ostrich to Duck (1992).
- Volum 2: New World Vultures to Guineafowl (1994).
- Volum 3: Hoatzin to Auks (1996).
- Volum 4: Sandgrouse to Cuckoos (1997).
- Volum 5: Barn-owls to Hummingbirds (1999).
- Volum 6: Mousebirds to Hornbills (2001).
- Volum 7: Jacamars to Woodpeckers (2002).
- Volum 8: Broadbills to Tapaculos (2003).
- Volum 9: Cotingas to Pipits and Wagtails (2004).
- Volum 10: Cuckoo-shrikes to Thrushes (2005).
- Volum 11: Old World Flycatchers to Old World Warblers (2006).
- Volum 12: Picathartes to Tits and Chickadees (2007).
- Volum 13: Penduline-tits to Shrikes (2008).
- Volum 14: Bush-shrikes to Old World Sparrows (2009).
- Volum 15: Weavers to New World Warblers (2010).
- Volum 16: Cardinals to New World Blackbirds (2011).
- Volum especial: New Species and Global Index (2013)[8]
- Check List: Non Passerines (2014)
- Check List: Passerines (2016)

## Altres projectes ornitològics de Lynx
Lynx Edicions també publica altres títols d'ornitologia i d'història natural, a més d'una nova col·lecció infantil, Ales de Paper, per ajudar a difondre els temes de la natura entre els més petits. L'any 2002, l'editorial va endegar un nou projecte, l'Internet Bird Collection (IBC). Es tracta d'una gran base de dades d'accés gratuït que pretén compilar vídeos, fotografies, gravacions i d'altra informació sobre els ocells del món. El setembre 2009 hi eren disponibles 36.216 vídeos que representen a 6.181 espècies (un 62,69% de les espècies existents), 10.810 fotografies representant a 3.628 espècies (un 36,8% de les existents) i 1.043 sons de 589 espècies. Les espècies que hi són representades cobreixen un 67,57% del total existent, i s'hi incorporen diàriament nou material. El setembre 2009 hi havien col·laborat 600 persones i institucions de més de 50 països diferents.